# Hans-Christian Köllmer
Hans-Christian Köllmer (* 11. März 1947 in Arnstadt) ist ein deutscher Politiker der Freien Wählergemeinschaft Pro Arnstadt. Von 1994 bis 2012 war er Bürgermeister seiner Geburtsstadt.

## Werdegang
Geboren wurde der Sohn von Dorothea Köllmer und dem Kaufmann Hans Joachim Köllmer in Arnstadt. Dort besuchte er von 1954 bis 1964 eine Polytechnische Oberschule und begann im Anschluss eine Lehre als Kfz-Elektromechaniker. In Erfurt absolvierte er seinen 18-monatigen Grundwehrdienst bei der NVA. Nach einem kurzen Ausbildungsverhältnis beim VEB Dienstleistungskombinat Arnstadt trat er ein Arbeitsverhältnis im elterlichen Betrieb Fritz B. Köllmer an und erlernte hier den Beruf des Wirtschaftskaufmannes. 1975 übernahm Köllmer gemeinsam mit der Tochter des bisherigen Gastwirtes, Gabriele Viola Reumschüssel, die Gaststätte Triglismühle in Siegelbach. Seit 1976 sind beide miteinander verheiratet und haben heute zwei Kinder.

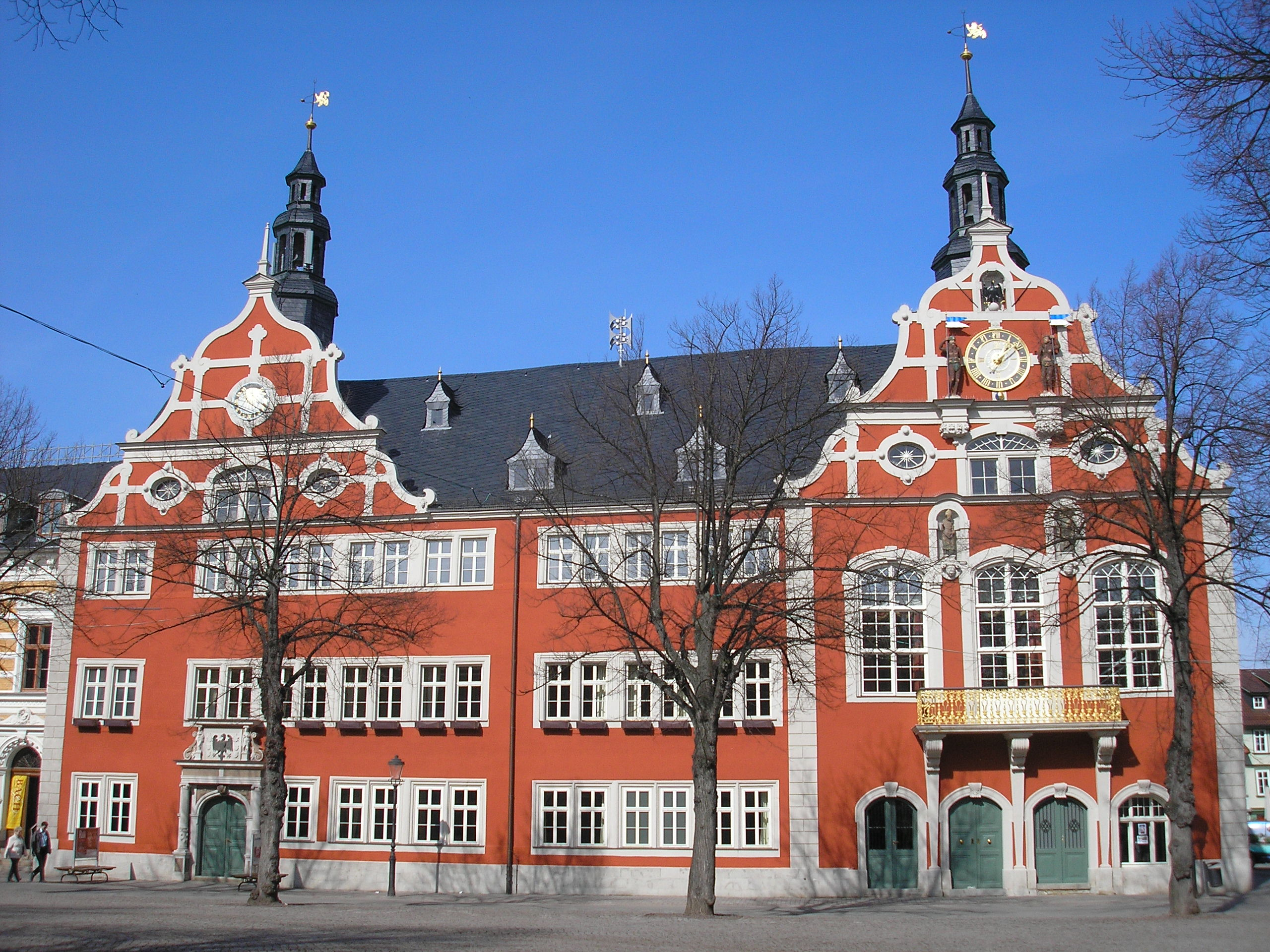
Arnstädter Rathaus (März 2010)

In der Wendezeit 1989 war Hans-Christian Köllmer in der Bürgerbewegung Neues Forum aktiv und kandidierte im folgenden Jahr erfolgreich bei der Bürgermeisterwahl in den Dörfern Siegelbach, Dosdorf und Espenfeld. Nach der Eingemeindung dieser Ortsteile in die Gemeinde Arnstadt wurde Köllmer Ortsteilbürgermeister. Bald darauf war er Gründungsmitglied von Pro Arnstadt, einem Lokalverein der Freien Wählergemeinschaft. 1994 stellte sich Köllmer als deren Kandidat für das Bürgermeisteramt der Stadt Arnstadt zur Wahl und konnte diese Wahl für sich entscheiden. In den Jahren 2000 und 2006 (50,8 % der Stimmen) wurde er im Amt bestätigt. Zur Bürgermeisterwahl 2012 trat Köllmer aus Altersgründen nicht mehr an.
Köllmer rechnet sich dem „bürgerlich konservativen Lager“ mit einem „klaren Standpunkt Pro Wirtschaft/Industrie“ zu.

## Mediale Wahrnehmung
Im Dezember 2000, als in Österreich die FPÖ an der Bundesregierung beteiligt war, besuchte Köllmer deren Parteichef Jörg Haider. Das Treffen wurde kritisiert, weil die EU-Staaten die österreichische Bundesregierung offiziell boykottierten und Köllmer den Protest von jüdischen Gemeinden und Weltkriegsveteranen gegen einen Besuch Haiders in Rom abschätzig kommentierte. Ein formeller Abwahlantrag im Januar 2001 scheiterte mit elf zu dreizehn Stimmen.
Im Jahr 2002, während der öffentlichen Diskussionen um den privaten Schusswaffengebrauch nach dem Amoklauf von Erfurt, befestigte Köllmer im Zuge einer Visier-Aktion einen Aufkleber mit der Aufschrift „Ich bin die Waffenlobby“ an seinem Dienstwagen. Köllmer wurde in einem Beschluss des Stadtrates im Dezember 2002 angewiesen, den Aufkleber wieder zu entfernen.
Im Juni 2009 wurde unter Duldung Köllmers die Durchführung des 8. Thüringentags der nationalen Jugend in dem zentral gelegenen Schlosspark genehmigt. Wenige hundert Meter entfernt fanden zeitgleich sowohl eine Demonstration gegen die Veranstaltung als auch das länger geplante, traditionelle Schlossfest statt. Im Vorfeld auf diesen Umstand angesprochen und mit dem Vorwurf konfrontiert, ein „kleiner Nazi“ zu sein, antwortete Köllmer „Im Nazi ist mir zu viel Sozialismus drin“, was starke Proteste hervorrief.
Im März 2010 geriet er verstärkt in die Kritik, die später mit einem Bericht der Gazeta Wyborcza auch in Polen thematisiert wurde. Köllmer hielt im Dezember 2009 auf einer Bundesversammlung der Bürgerbewegung pro Deutschland eine Rede und unterschrieb Ende Januar 2010 deren offenen Brief zur Unterstützung Thilo Sarrazins, nachdem der Politikwissenschaftler Gideon Botsch in einem Gutachten Sarrazin wegen seiner Äußerungen im September 2009 öffentlich Rassismus vorwarf. Auf seine Tätigkeiten angesprochen, stellte Köllmer im März 2010 in einem Zeitungsinterview die Frage „Wird heute wieder ausgegrenzt, wie im Dritten Reich die Juden?“, die sich auf rechte Gruppen bezog und wofür er sich später entschuldigte. All dies sowie Köllmers Ankündigung, pro Deutschland beitreten und in Thüringen zu mehr Geltung verhelfen zu wollen, führte zu einem Streit mit Thüringens Innenminister Peter Huber und vielfach zu Rücktrittsforderungen, unter anderen von der deutschen Bundestagsvizepräsidentin Katrin Göring-Eckardt. Ein formeller und insgesamt vierter Abwahlantrag im Stadtrat bekam nicht die erforderliche Zweidrittelmehrheit und wurde mit elf zu dreizehn Stimmen abgelehnt. Im Juni und Oktober desselben Jahres wurde das Agieren von Köllmer in Kleinen Anfragen thematisiert, eine an die Thüringer Landesregierung und eine an die deutsche Bundesregierung.
Im Dezember 2010 ließ Köllmer ein Plakat aufhängen, auf dem die finanzpolitische Sprecherin der Thüringer CDU-Landtagsfraktion, Annette Lehmann, zur „unerwünschten Person“ erklärt wurde. Vorausgegangen war ein Streit über den kommunalen Finanzausgleich zwischen mehreren Städten und dem Land Thüringen sowie missglückte Gesprächsversuche. Das Plakat trug die hoheitlichen Kennzeichen der Stadt und wurde aus dem Arnstädter Haushalt finanziert. Nach einer Rüge durch die Thüringer Kommunalaufsicht wechselte es Anfang Januar von der Litfaßsäule auf dem Markt zu einem Nebeneingang des Rathauses.

## Mitgliedschaften
Neben der FWG Pro Arnstadt e.V. ist Köllmer Mitglied bei folgenden Vereinigungen:
- Deutsches Rotes Kreuz
- Freundschaftsverein der Partnerstädte von Arnstadt
- Brunnenverein Arnstadt
- Schützenverein Arnstadt